# Caldo gallec
El caldo gallec és una sopa o brou típic de Galícia i un dels plats més coneguts de la gastronomia d'aquesta comunitat autònoma. Es tracta d'un brou que resulta de coure alhora verdures i carns en una mena de potatge. És habitual en els mesos d'hivern i normalment es serveix calent.

## Característiques
La recepta de la sopa és molt variada. No obstant, els ingredients principals són les verdures típiques de la regió, com els grelos, les cols de cabdell (verzas) o les cols (repolos) juntament amb les patates. Totes elles es barregen amb el saïm o greix de porc per donar sabor al caldo resultant de la cocció. Per donar consistència de vegades s'hi afegeix farina de blat de moro. En algunes ocasions s'afegeixen faves o llegums de la temporada i, ocasionalment, algun ingredient més com xoriço, lacón o cansalada.
Es serveix molt calent, normalment com a primer plat. Entre els camperols es serveix en cuncas.